# Klór-monoxid
A klór-monoxid kémiai gyök, képlete ClO. Fontos szerepet játszik az ózonréteg pusztulásában. A sztratoszférában a klóratomok az ózonnal reagálva klór-monoxidot és dioxigént képeznek:
Cl· + O3 → ClO· + O2
Ez a reakció okozza az ózonréteg fogyását. A reakció tovább is folytatódhat, melynek során a ClO· gyökök reagálnak, például: 
ClO· + O· → Cl· + O2
ami újratermeli az atomos klórt (klórgyököt). Az ózonbontási reakciót tehát a klóratom katalizálja, mivel végül az változatlanul megmarad. A nettó reakció:
O· + O3 → + 2O2
Ez súlyos következménye a klórozott-fluorozott szénhidrogének (CFC-k) felhasználásának, mivel kis reakciókészségük miatt ezek a vegyületek felkerülnek a sztratoszférába, ahol az ultraibolya sugárzás hatására felbomlanak, és klórgyök keletkezik. Ez utána könnyen klór-monoxidot képez, és a ciklus újraindulhat, amíg két gyök reakciójával nem keletkezik diklór-monoxid, ami megállítja a gyökös reakciót. Mivel az atmoszférában nagyon kicsi a CFC-k koncentrációja, a folyamatot megállító reakció valószínűsége rendkívül kicsi, ami azzal jár, hogy minden egyes gyök sok ezer ózonmolekulát bonthat el.
Bár a CFC-k felhasználását rengeteg országban betiltották, e vegyületek 50-500 évig is a légkörben maradnak. Emiatt sok klórgyök keletkezik, és jelentős mennyiségű ózonmolekula bomlik el, mielőtt a klórgyökök a klór-monoxiddal reagálva diklór-monoxidot képeznek.

## Fordítás
Ez a szócikk részben vagy egészben  a   Chlorine monoxide című angol Wikipédia-szócikk ezen változatának fordításán alapul.  Az eredeti cikk szerkesztőit annak laptörténete sorolja fel. Ez a jelzés csupán a megfogalmazás eredetét és a szerzői jogokat jelzi, nem szolgál a cikkben szereplő információk forrásmegjelöléseként.